# 希洛·唯
希洛·唯（Heero Yuy），日本電視動畫《新機動戰記鋼彈W》中的五位主角之一，同時也是官方認可該作品的代表人物，日本聲優為綠川光、台灣配音員為曹冀魯、香港配音員為梁偉德。

## 角色性格
希洛約156公分、45公斤，推測擁有東洋方面日本的血統，在A.C.195年時約15歲。從小歷經戰亂與先後受教於恐怖份子與J博士等戰鬥組織之後，只懂得執行任務與殺死敵人，不但駕駛技術精湛、連槍法甚至西洋劍等等、體格都是上等水準，一個近乎完美的戰鬥機器。希洛全身多處骨折，上百個彈孔的傷痕，都足以說明希洛戰鬥的歷程。對任務的執行有著難以想像的執著，例如即使腳骨折也要強行自我治療、即使機體損壞也要在一晚就修好以便執行明天的任務等等，在完成任務之後都會冷酷的哈哈大笑。正如J博士所說，為了戰鬥而生的少年。
但在冷酷無情的背後，希洛有一段痛苦的記憶。曾在殖民地執行炸毀地球聯合基地之時，因炸彈放置過量，導致爆炸時波及民宅造成重大死傷，一名女孩及其小狗被捲進爆炸死亡，從此於戰鬥中永不表露其情感，這個痛苦的傷痕成為希洛後來反戰的重要內心根據。從故事開端遇到莉莉娜開始，只會執行任務的希洛慢慢找回人性，與傑克斯、特列斯還有四位少年的交錯往來使得思想逐漸成熟，最後在零式系統的引導下看到了和平的未來，從此深信不疑的往那條道路前進。

## 角色生平

### 新機動戰記鋼彈W

#### 身世
出身自L1殖民地群，父母早年因戰亂而死亡，一直孤單一人連自己的名字都不知道。直到某日，被恐怖份子亞丁·羅收養之後，接受菁英教育，並在與亞丁四處流浪中，累積了不少的生活知識與戰鬥經驗，小小年紀的希洛即擁有與年齡不相襯的高超戰鬥技巧、知識與反射能力。
收養希洛的亞丁，其實就是當年暗殺殖民地領導者希洛·唯的人。為了彌補自己的過錯，決定以暗殺地球聯合鷹派將軍賽普提姆來贖罪，另一方面希洛則受命突擊當時鎮守在殖民地的OZ宇宙軍。但之後，希洛雖成功突擊由特列斯·克休里納達與露克蕾琪亞·諾茵所指揮的OZ小隊，而亞丁因暗殺失敗被迪基姆給刺殺，在亞丁死後，希洛又變成孤單一人。
經過了些許時間，快進入青少年時期的希洛在無意間被J博士給發現，J博士憑著經驗認為希洛是個不平凡的人物，因此邀請他參加流星作戰與駕駛鋼彈，希洛爽快的答應之後成為J博士與其組織的戰士，在當中接受更嚴格的訓練一直到流星作戰來臨的那刻為止。

#### 流星作戰
到了A.C. 195年，即將進行流星作戰的前夕，一直以來只有組織代碼的希洛得到了生平第一個名字「希洛·唯」，那是15年前被暗殺的殖民地領袖之名，帶著新生名字與飛翼鋼彈的希洛出發前往地球準備執行打擊OZ的任務。但在地球大氣層中遇到了終身勁敵傑克斯·馬吉斯所領導的小隊，在交戰過程中希洛與飛翼鋼彈被傑克斯以近乎特攻的方式擊沉墜落到海面，希洛的流星作戰才一開始就面臨到變數。
從中脫困的希洛因身體疲憊而昏躺在海灘上進而被莉莉娜·德利安所救，從此與莉莉娜結下了不解之緣。為了取回鋼彈的希洛潛入了莉莉娜就讀的學校，甚至結識了同樣因流星作戰而來地球的殖民地少年迪歐·麥斯威爾，經過一番波折之後取回鋼彈的希洛重新執行打擊OZ的任務。

#### 暗殺失敗
取回鋼彈的希洛與迪歐、特洛瓦、卡特爾因誤中OZ的陰謀，錯誤的對地球聯合的愛德華基地展開攻擊，進而錯殺地球聯合的和平派人士，導致陷入孤立與造成地球與殖民地之間的全面衝突。之後在與OZ將官：蕾蒂·安的作戰中，被迫自爆鋼彈以解救同伴與殖民地免受攻擊。在自爆中受重傷的希洛被特洛瓦救回並加以治療，痊癒後展開自己的贖罪行動，對當初錯殺的地球聯合官員的家屬做一一的訪問。在訪問結束後，受到諾茵的邀請，在南極基地與傑克斯展開決戰，最後受到OZ調查隊的干擾而脫離，之後認為OZ勢力已到達殖民地因此選擇放棄鋼彈追擊OZ來到宇宙。

#### 宇宙行動
回到宇宙的希洛與特洛瓦分別展開滲透OZ的行動，並與其他殖民地少年與J博士等人的會合慢慢接近了OZ的領導核心。但因卡特爾的復仇行動與暴走化飛翼鋼彈零式壓倒性的性能，擾亂了整個情勢，再加上特列斯因反對羅姆斐拉財團的政策而遭到軟禁，種種情勢讓希洛決定帶著事後脫離零式系統控制的卡特爾一起回到了地球。

#### 山克王國
回到地球的希洛與卡特爾，在孤立無援的地球上見識到羅姆斐拉財團新兵器MD比爾哥的威力，在沒有歸處與無法對抗新型MD之時，諾茵出現在希洛與卡特爾面前，以飛翼鋼彈與莉莉娜的消息為餌讓希洛來到山克王國。到達山克王國的希洛一方面對抗羅姆斐拉財團，另一方面藉由與莉莉娜的接觸開始考慮完全和平的重要性。在盧森堡一戰後，希洛接受特列斯的委託，帶著擁有零式系統的次代鋼彈繼續與羅姆斐拉財團的MD部隊作戰。
山克王國最後因戰力比不過羅姆斐拉財團的MD部隊與莉莉娜不主張戰爭的情勢之下，宣佈放棄主權。希洛在抵抗與逃脫的過程中與從宇宙歸來的傑克斯與飛翼鋼彈零式展開激烈戰鬥，在交戰過程中有感OZ出身的次代鋼彈不符合自己的理念之下與傑克斯交換機體，取得代表殖民地意志的飛翼鋼彈零式之後脫離山克王國。

#### 最終決戰
希洛在地球行動一陣子之後，一方面有感莉莉娜幾乎半成功的在地球實行完全和平主義、另一方面認為在宇宙崛起的白色獠牙組織有危險的情勢下，帶著飛翼鋼彈零式重回宇宙，改為與意圖摧毀地球的白色獠牙組織對抗。
在地球與殖民地展開全面戰爭之前，希洛與其他四位殖民地少年共同組成鋼彈戰隊，積極介入雙方的戰爭。最後，趁著特列斯所率領的地球軍與傑克斯的白色獠牙激戰時，潛入白色獠牙救出前來阻止戰爭但遭到半軟禁的莉莉娜。在救出莉莉娜之後，評估戰爭情勢決定駕駛飛翼鋼彈零式與傑克斯的次代鋼彈展開最後對決，並在取勝之後使用雙管破壞步槍以最大出力擊破往地球墜落的宇宙戰艦天秤座（宇宙戦艦リーブラ）。
最終決戰後，以莉莉娜與蕾蒂·安為中心，地球與殖民地締結了和平條約，回歸一體，希洛等人的戰鬥在獲得和平之後告一個段落。

### 新機動戰記鋼彈W：無盡的華爾茲
在特列斯與傑克斯所引發的大戰結束後，希洛將鋼彈交給卡特爾處理之後，一直過著漂泊的生活。但在一年之後，A.C.196年，瑪莉梅亞打著特列斯的血統打算重新發動流星作戰以佔領地球圈。
在得知瑪莉梅亞的軍事行動與莉莉娜遭其綁架後，與迪歐一起潛入敵方殖民地「X-18999」，由於當時希洛手上無鋼彈可用因此改用里歐打算強行突破。但卻遇到倒向瑪莉梅亞軍的張五飛，在五飛信念改變無法說服加上里歐不敵鋼彈的情況下，希洛捨棄里歐與迪歐一起突擊殖民地的管控室，其後與特洛瓦會合成功阻止X-18999殖民地往地球墜落。
在阻止X-18999殖民地的墜落後，發覺瑪莉梅亞軍主力往地球降下的希洛與卡特爾取得聯絡，在宇宙以近乎神技的動作直接收取飛翼鋼彈零式並前往地球。但在突破大氣層前，遇到五飛的雙頭龍高達，在過程中向五飛喊話希望他清醒過來並表示不想再殺人。在一番激戰與說服仍無法改變五飛心意的希洛，為了避免與同伴殘殺而默默的讓飛翼鋼彈零式被雙頭龍高達的光束三叉戟給砍成重傷墜落海裡。
在墜落海底數小時後，希洛決定為了避免悲劇歷史重複上演，硬是啟動已重創的飛翼鋼彈零式往瑪莉梅亞軍所在的戰區飛去。在同時，卡特爾等人的鋼彈戰隊已無法對抗大蛇部隊，但因地球人民的覺醒對瑪莉梅亞軍發出和平訴求，使得戰況陷入混亂。在戰局最後也最混亂之時，飛翼鋼彈零式飛到瑪莉梅亞軍據點大統領府上空，以最大出力的雙管破壞步槍連續擊發，儘管過程中持續承受地面敵軍的集火攻擊，希洛依然穩住機身以幾近零誤差地將光束砲擊中同一點，在最後一次射擊成功打破大總統府的防禦機能，但飛翼鋼彈零式也因連續損傷終於爆炸而墜落地面。脫離爆炸鋼彈的希洛潛入被破壞的大統領府內部，以手槍對準已受傷的瑪莉梅亞，但在故意擊發空枪并說出「我再也不用殺人了」之後，力氣用盡倒在莉莉娜的懷裡。
在瑪莉梅亞軍事件終結後，希洛在某場合聽完莉莉娜的演說後，默默離開展開了個人旅行。事後，在漫畫有提到，戰後希洛除了四處旅行之外，仍時時注意莉莉娜的行動與安全，最後與其他四名少年一起加入了地球防禦小組。

### 新機動戰記鋼彈W：冰結的淚滴
《無盡的華爾茲》後的數十年，希洛自願成為冷凍人沉睡，並於後世有必要之時再喚醒自己戰鬥，最後由成為特務局長的張五飛喚醒並要求殺死莉莉娜，希洛接受。由於冷凍的緣故外貌與當年無異，駕駛著飛翼零式的亞種機體「白雪公主」，其武器為擁有七種特殊能力攻擊的強力弩砲「七個矮人」。
最後結局為與莉莉娜結婚，完美收場。

## 名言
- 目標...鎖定...
- 任務完成。
- 任務了解。
- 引导我，ZERO（零系统）……
- 我要殺死你。
- 阻礙我任務的人，全部排除。
- 戰鬥等級最高效果確定，排除開始。
- 陷入迷惘的時候，按照感情來行動，是人類正確的生活方式。
- 我只能告诉你……自爆，是很痛的。
- 根本就沒有所謂的強者！人類全都是弱者...你和我，都是弱者！(EP49)
- 你應该已經看到未來了！
- 我……我……我 不 會 死！！
- 从此，我再也不用殺人了……
- 到底還要殺多少人才能結束戰爭，零式什麼也沒有告訴我，告訴我啊，五飛!!!!(OVA&劇場版)
- 自爆
- 如果一切都瘋狂了的話，我就相信我是為了自己而戰。(EP24)

## 角色關係
- 莉莉娜·德利安／莉莉娜·卑斯賴多：故事中的女主角，也是影響希洛人格發展的重要角色。與希洛關係的發展成為《鋼彈W》中重要的支線之一，所提的「完全和平主義」更是故事後半期希洛努力實現的目標。最初希罗认为莉莉娜是不谙世事充满天真的公主病患者，而莉莉娜则因希罗的神秘和“我要杀了你”的暴言对其产生了浓厚的兴趣。随故事发展两人逐渐成为最能互相理解的灵魂伴侣，但两人从未正式表白。在《冰結的泪滴》最后两人终于完婚，修成正果。
- 傑克斯·馬吉斯：希洛最大的勁敵，同時也是間接促成結識莉莉娜的重要關係人。在反覆的戰鬥中，彼此互相影響與成長，可說是名副其實的好敵手。在故事中與托爾吉斯、次代鋼彈的戰鬥都成為著名的場面，在鋼彈系列中受到好評。
- 迪歐·麥斯威爾：希洛的朋友，《鋼彈W》五位主角之一。開朗的個性和個性陰暗的希洛格格不入，雙方一接觸似乎只會鬧出無厘頭的笑話。在故事中，隨著劇情的發展而互相幫助，有網友戲稱是十足的「歡喜冤家」。
- 特洛瓦·巴頓：希洛的朋友，《鋼彈W》五位主角之一。性格冷靜、沉著，是少數可以理解希洛內心世界的人。由於個性相近，希洛與他的配合度與行動效率遠超其他人，似乎不必太多言語也可理解對方用意的組合。
- 卡特爾·拉巴伯·溫拿：希洛的朋友，《鋼彈W》五位主角之一。擁有悲天憫人的性格，但心靈意外的脆弱，與特洛瓦一樣可以理解希洛的內心。在故事中盤後希洛與他一起行動，並在對抗白色獠牙的戰爭中輔助他成為鋼彈戰隊的帶領人，似乎被希洛照顧的部份比較多。
- 張五飛：與其他三位少年不同，和希洛是亦敵亦友的關係，也是希洛最少合作的夥伴。五飛無論在何時，似乎都不太認同希洛等人的思想，但相反的希洛可以理解五飛的想法。在《鋼彈W》的戰史上，是少數打敗希洛的人之一（虽然有希洛自愿放弃使用双管破坏步枪的因素）。
- 特列斯·克休里納達：早期希洛暗殺的目標，但到故事中盤卻是指引希洛道路的人。特列斯是少數希洛無法理解的人之一，無論是特列斯本人或者次代鋼彈，都與希洛格格不入。

## 搭乘過的機體

### 主要搭乘機體
- XXXG-01W 飛翼鋼彈（ウイングガンダム）
- XXXG-01W 飛翼鋼彈（ウイングガンダム）；EW版本
- XXXG-00W0 飛翼鋼彈零式（ウイングガンダムゼロ）
- XXXG-00W0 飛翼鋼彈零式（ウイングガンダムゼロ）；EW版本
- XXXG-00YSW 飛翼鋼彈 白雪公主（ウイングガンダム スノーホワイト）

### 其他搭乘機體
- XXXG-01H 重武裝鋼彈（ガンダムヘビーアームズ）
- OZ-13MSX2 麥丘留士（メリクリウス）
- OZ-13MS 次代鋼彈（ガンダムエピオン）
- OZ-06MS 里歐（リーオー）